# Seznam archivů v Rusku
Archivy v Rusku jsou organizovány Federální archivní agenturou (tzv. Rosarchivem) a archiválie jsou součástí tzv. archivního fondu Ruské federace.
Archivy jsou buď státní, nebo nestátní. Státní jsou buď zřizovány s působností pro celou federaci, nebo jen pro jednotlivé subjekty federace. Důležitou částí jsou archivy zřizované státními organizacemi (vědomostvo).

## Státní archivy

### Státní archivy federální úrovně
- Státní archiv Ruské federace (Государственный архив Российской Федерации, ГА РФ)
- Ruský státní archiv starých aktů (Российский государственный архив древних актов, РГАДА)
- Ruský státní historický archiv (Российский государственный исторический архив, РГИА)
- Ruský státní archiv nejnovější historie (Российский государственный архив новейшей истории, РГАНИ)
- Ruský státní archiv  sociálněpolitické historie (Российский государственный архив социально-политической истории, РГАСПИ)
- Ruský státní vojenský archiv (Российский государственный военный архив, РГВА)
- Ruský státní vojenskohistorický archiv (Российский государственный военно-исторический архив, РГВИА)
- Ruský státní archiv vojenského námořnictva (Российский государственный архив военно-морского флота, РГА ВМФ)
- Ruský státní archiv literatury a umění (Российский государственный архив литературы и искусства, РГАЛИ)
- Ruský státní archiv archiv naučnětechnické dokumentace (Российский государственный архив научно-технической документации, РГАНТД)
- Ruský státní archiv v Samaře (Российский государственный архив в Самаре)
- Ruský státní archiv kinofotodokumentů, Ruský státní archiv filmových a fotografických dokumentů, (Российский государственный архив кинофотодокументов, РГАКФД)
- Ruský státní archiv fonodokumentů (Российский государственный архив фонодокументов, РГАФД)
- Ruský státní ekonomický archiv (Российский государственный архив экономики, РГАЭ)
- Ruský státní historický archiv dálného východu (Российский государственный исторический архив Дальнего Востока, РГИАДВ)